# Преображенка (Ленинградская область)
Преображе́нка — посёлок в Усть-Лужском сельском поселении Кингисеппского района Ленинградской области России.

## История
Согласно материалам по статистике народного хозяйства Ямбургского уезда 1887 года мыза Преображенская площадью 1582 десятины принадлежала действительному статскому советнику Н. Н. Биппену, мыза была приобретена до 1868 года. Мыза Коровино (767 десятин), расположенная на противоположном берегу реки Луга, принадлежала полковнику А. Н. Биппену. В обеих мызах рыбные ловли сдавались в аренду.
В конце XIX века — начале XX века мыза административно относилась к Наровской волости 2-го стана Ямбургского уезда Санкт-Петербургской губернии.
По данным «Памятных книжек Санкт-Петербургской губернии» за 1900 и 1905 годы мыза Преображенская площадью 1513 десятин принадлежала дворянину Николаю Николаевичу Биппену, ему же принадлежала мыза Коровино (682 десятины).
Мыза Преображенская указана на месте современного посёлка на топографической карте Петроградской губернии 1916 года.
- План посёлка Преображенка. 1930 год

Согласно топографической карте 1930 года Преображенка насчитывала 17 дворов.
По данным 1933 года посёлок Преображенка в составе Кингисеппского района не значился.
По данным 1966 и 1973 годов посёлок Преображенка находился в составе Кракольского сельсовета.
По данным 1990 года посёлок Преображенка входил в состав Усть-Лужского сельсовета.
В 1997 году в посёлке проживали 88 человек, в 2002 году — 183 человека (русские — 86 %), в 2007 году — 105.

## География
Посёлок расположен в северо-западной части района на автодороге 41К-113 (Усть-Луга — Струпово).
Расстояние до административного центра поселения — 8 км.
Расстояние до ближайшей железнодорожной станции Усть-Луга — 11 км.
Посёлок находится в юго-восточной части Кургальского полуострова на левом берегу реки Луга.
Ближайшие населённые пункты: деревни Кирьямо, Выбье и Межники.

## Демография
| 2007 | 2010 | 2017 |
| ---- | ---- | ---- |
| 105  | ↗143 | ↘70  |

### Национальный состав
Согласно данным Всероссийской переписи населения 2021 года в посёлке проживали 104 человека, из них:
 русские — 100, финны — 2, эстонцы — 1, один человек национальность не указал.

## Достопримечательности
- Усадьба Биппенов «Преображенская». Памятник архитектуры регионального значения
- Могила астраханского губернатора Н. Н. Биппена[19]

## Улицы
Лужская, Малая, Сиреневая, Усадебная, Центральная.